# Барка (Долж)
Барка (рум. Bârca) насеље је и општина у Румунији у жупанији Долж. Oпштина се налази на надморској висини од 50 m.

## Становништво
Према подацима из 2021. године у насељу је живело 3.720 становника.